# Sarah Shapiro
Sarah Gertrude Shapiro, (Santa Bárbara, Califórnia, 19 de fevereiro de 1978), é uma atriz de cinema e teatro, escritora e produtora executiva norte-americana. Conhecida por co-criar a série de televisão da Lifetime UnREAL com Marti Noxon.

## Vida pessoal
Shapiro nasceu em Santa Bárbara, Califórnia.
Shapiro disse que ela começou a escrever quando tinha cinco anos de idade. Na idade de 16, depois de assistir a uma aula de cinema em Santa Barbara City College, Shapiro decidiu que queria ser diretora de cinema.
Shapiro formou na Universidade de Sarah Lawrence College em Bronxville.

## Carreira
Depois da faculdade, Shapiro trabalhou na produtora de Christine Vachon, Killer Films, e depois trabalhou para o fotógrafo David LaChapelle como gerente de estúdio. Em 2002, afetada pelos acontecimentos dos ataques de 11 de setembro e querendo estar mais próxima da família, Shapiro se mudou para Los Angeles, Califórnia.
Em Los Angeles, Shapiro encontrou trabalho no reality show High School Reunion, sem saber, assinando um contrato com a produtora que lhe permitia transferi-la para diferentes shows a seu critério, e que comprometeu a Shapiro "opções renováveis ilimitadas para perpetuidade".  Shapiro acabaria se tornando uma produtora na franquia de televisão The Bachelor, um papel que ela não gostava, mas que teria um papel influente em sua carreira posterior. Ela trabalhou no programa por quatro temporadas ao longo de dois anos, indo de produtora associada a produtora de campo.
Em 2005, tentando deixar o reality show de televisão e acabar com seu contrato de trabalho restritivo e não-competitivo (que só foi efetivado na Califórnia), Shapiro se mudou para Portland, Oregon, onde trabalhou na agência de publicidade Wieden + Kennedy. Shapiro estava familiarizada com Portland de ter sido internada no Northwest Film Center de Portland durante a faculdade, onde conheceu a cineasta  Miranda July e outros artistas e cineastas locais. Inicialmente ela planejava ser uma fazendeira de couve.
Na Wieden + Kennedy, Shapiro trabalhou como diretora, criando conteúdo na forma de pequenos textos e documentários Wieden + Kennedy foi um dos primeiros defensores de seus esforços criativos, permitindo que Shapiro se despedisse e fornecendo fundos para uma campanha do Kickstarter para Sequin Raze. Shapiro trabalhou em Sequin Raze, que ela chamou de projeto de paixão, por quatro anos enquanto trabalhava na Wieden + Kennedy.
Em 2012, ela foi uma das oito mulheres selecionadas para o Workshop de Direção para Mulheres (DWW) do Instituto Americano de Cinema, onde ela escreveu e dirigiu o curta-metragem Sequin Raze, estrelado por Anna Camp, Ashley Williams e Frances Conroy. O filme ganhou a Menção Honrosa no Sul pelo Prêmio de Júri de Curta do Southwest Film Festival, bem como exibições no New Directors/New Films Festival em Nova York (MoMA/Lincoln Center) e no Festival Internacional de Cinema de Palm Springs.

### UnREAL
Uma mentora da agência de publicidade em Portland, Sally DeSipio, conectou Shapiro com o Lifetime, onde ela apresentou o programa sem um agente e foi emparelhada com a escritora Marti Noxon..
Em 30 de julho de 2013, o Lifetime fez o pedido de realização de
um piloto de UnREAL, inspirado em Sequin Raze. O piloto foi escrito por Shapiro e Marti Noxon e foi produzido pela A + E Studios. Em 6 de fevereiro de 2014, UnREAL recebeu sinal verde, com uma série de 10 episódios, e estreou em junho de 2015.
Shapiro é creditado como co-criadora, escritora e produtora de supervisão no programa. Em 6 de julho de 2015, a série foi renovada para uma segunda temporada de 10 episódios, para estrear em 2016. Ela falou sobre a criação da série em um longo perfil de 2016 com o escritor  do The New Yorker, D.T. Max.
O trabalho anterior de Shapiro trabalhando como produtora de campo na série de encontros de realidade americana The Bachelor foi a inspiração por trás tanto do curta quanto da série do Lifetime. Ela falou sobre sua jornada navegando pelo mundo de Hollywood em uma conferência TEDxTED independente.

## Outros trabalhos
Enquanto frequentava o Sarah Lawrence College, Shapiro formou a banda The New England Roses com Brendan Fowler e JD Samson da banda indie Le Tigre'". Durante seu tempo enquanto trabalhava no The Bachelor, Shapiro estava em uma banda chamada Mean Streak.
Shapiro também é um artista visual que criou e escreveu a música para um filme de animação chamado I Wish I was an Animal, que foi lançado pela Doggpony Records.

## Filmografia
- 2015-2016: UnREAL - série de televisão (produtora executiva, criadora, roteirista)
- 2013: Sequin Raze - curta televisivo (produtora, roteirista, diretora)
- 2012: 2nd Best - curta metragem (diretora, roteirista)
- 2005: Battlegrounds: King of the Court - Série documentária (produtora da história)
- 2002-2004: The Bachelor - programa de televisão (produtora associada, produtora de segmento, produtora de campo)
- 2003: High School Reunion - programa de televisão (produtora associada)